# 후시키정
후시키정(伏木町)은 도야마현 이미즈군에 일찍이 존재했던 정이다. 현재의 다카오카시 후시키 지역에 해당되며,
도야마현에서 가장 먼저 개업한 지역으로 고대에 엣추국의 국부가 설치된 곳이다.

## 역사
- 고대에 엣추국의 국부가 설치되었다.
- 1609년 -  다카오카에 성곽 마을이 들어서면서 오야베강의 수운 물동량이 증가했고, 이후 많은 배가 오가게 되었다.
- 1886년 2월 23일 - 신미나토정의 구역에서 분립해, 후시키정이 성립하였다.
- 1889년 4월 1일 - 정촌제 시행에 의해 이미즈군 후시키정이 성립하였다.
- 1942년 4월 1일 - 다카오카시에 편입되었다.

## 교통

### 철도
- 일본 철도성
  - 히미선